# Film Fest Gent
Film Fest Gent is een jaarlijks internationaal filmfestival in Gent. Het festival hield zijn eerste editie in 1974 (toen nog onder de naam 'Internationaal Filmgebeuren Gent') en is sindsdien uitgegroeid tot het grootste filmfestival van België met jaarlijks meer dan 100.000 bezoekers. Al decennialang richt Film Fest Gent de schijnwerpers op filmmuziek, wat het een uniek filmfestival op de kalender maakt. Sinds 2001 worden de World Soundtrack Awards georganiseerd, een reeks prijzen voor de beste soundtracks voor films en televisie.
Het festival gaat elk jaar door in oktober en programmeert een ruim aanbod van de betere, publieksvriendelijke cross-overtitels tot gewaagde cinema die moeilijke, maar prangende vragen durft stellen. Een internationale jury reikt de Grand Prix voor Beste Film en de Georges Delerue Award voor Beste Soundtrack of Sound Design uit. Naast de Official Competition zijn er nog tal van festivalsecties, zoals Global Cinema, Shorts, een retrospectief luik vol classics en een jaarlijkse Focus. Van 2000 tot 2018 werd er een Europese kortfilmcompetitie georganiseerd. In 2019 kreeg het kortfilmgenre hernieuwde aandacht en werd de competitie hervormd tot een internationale competitie voor de hele wereld met als hoofdprijs de International Short Film Award.

## Geschiedenis

### 1974-1978
Onder de titel 'Het Eerste Internationaal Filmgebeuren van Gent' vindt van 25 tot en met 31 januari 1974 het allereerste "Film Fest Gent" plaats. Bezielers van het initiatief zijn Ben Ter Elst, uitbater van de Studio Skoop, en Dirk De Meyer van de Gentse universitaire filmclub. Hun doel is om films te programmeren die in de gewone bioscopen geen kans krijgen vanwege hun inhoud en stijl. De eerste kleinschalige editie met een twintigtal titels op het menu heeft vertoningen in Studio Skoop en in het Capitool. Op het programma staan onder meer Solaris van Andrei Tarkovsky en Winter Wind van Miklós Jancsó, films die provoceren, vernieuwen en een andere blik werpen op wat cinema kan zijn. Het Filmgebeuren lanceert nieuwe namen en wakkert de interesse in arthousecinema aan. Het legt zo de basis voor een filmfestival dat een hemelsbreed panorama biedt van wereldcinema.
In 1978 groeit het Internationaal Filmgebeuren van Gent uit tot een filmfestival met een vijftigtal films in verschillende secties. Er komt ook steeds meer aandacht voor filmeducatie en een aanbod voor diverse doelpublieken. De cinefiel vindt dat jaar zijn gading in auteursfilms van onder andere Luis Buñuel, Rainer Werner Fassbinder, Bernardo Bertolucci en Alejandro Jodorowksy. Door de exponentiële groei van het festival is er een grote wens aan een duidelijke structuur. Ondanks het succes van het initiatief komt het Gebeuren in organisatorische en financiële problemen, ook omdat het internationale filmlandschap snel evolueert. Het Filmgebeuren heeft nood aan frisse organisatiestructuur om tot internationale volwassenheid te komen.

### 1979-1984
Onder impuls van Jacques Dubrulle, toen actief in filmproductie en communicatie, krijgt het noodlijdende Filmgebeuren een nieuw elan. Hij bouwt een broodnodige structuur uit en richt in 1979 de vzw op die het festival een essentiële ruggengraat biedt. De oprichting van deze vzw zorgt ervoor dat de overheden (de stad Gent, provincie Oost-Vlaanderen, de federale en (later) de Vlaamse overheid) participeren en financieel bijdragen. In deze structuur werd John Bultinck de allereerste voorzitter.
In deze periode boomt het festival door verdere internationalisering en een indrukwekkende gastenlijst. Onder meer King Hu, Maximillian Schell en Bertrand Tavernier komen op bezoek in Gent. In 1981 verwelkomt Gent met de inhuldiging van het Decascoop-complex (de huidige Kinepolis) een nieuwe bioscoop met ruime zalen en state of the art-technologie. Het programma klimt op tot een honderdtal films. De modernisering van het festival zorgt voor een veel breder publiek en aanbod. De vzw verandert in 1983 zijn naam in 'Internationaal Filmgebeuren van Vlaanderen-Gent'. Een enthousiast team draagt bij tot het verzekeren van het festival als een keurmerk voor de betere cinema.

### 1985-1992
1985 vormt het beginpunt van de massaontplooiing van het filmfestival. Zowel op organisatorisch als financieel vlak evolueert het festival naar een cultureel evenement van de eerste orde. Dit wordt mogelijk omdat een vast team het hele jaar door aan het festival werkt en een visie op lange termijn weet te ontwikkelen. Op zoek naar een identiteit en een eigen plaats in de overvolle filmfestivalkalender wordt na veel brainstormen met het aan klassieke muziek gewijde Festival van Vlaanderen de aandacht voor filmmuziek een belangwekkende focus. In 1985 organiseert het Internationaal Filmgebeuren van Vlaanderen-Gent voor het eerst een echte internationale competitie met een jury. In de eerste jury zetelen André Delvaux, Michael White, Simon Heyworth, Alain Pierre en Loek Dikker. Het hoofdthema van de competitie wordt 'de impact van muziek op film', een thema dat voor geen enkel ander filmfestival ter wereld prioritair op de agenda staat.
Naast een competitie beslist het festival ook stille filmvertoningen te organiseren met nieuw gecomponeerde muziek die live wordt uitgevoerd. Een van de hoogtepunten daarbij is de uitvoering van een nieuwe score van Georges Delerue voor het Russische Casanova (1927) in 1987. Delerue dirigeert zelf in een volle Gentse opera. Diezelfde editie geeft Ennio Morricone in een volgelopen Gents Kuipke een concert. Het Gentse filmfestival wordt zo definitief een gevestigde waarde in het filmmuziekcircuit. Ook andere internationaal gerenommeerde componisten onder wie Jean-Claude Petit, Nicola Piovani, Peer Raben, Stanley Myers, Carl Davis, Bruce Broughton en Michael Nyman komen hun eigen werk uitvoeren.
In 1985 reikt het festival zijn eerste Joseph Plateauprijs uit tijdens de Nacht van de Film. De prijs is genoemd naar de Gentse hoogleraar en wordt toegekend aan Belgische filmmakers die een enorme bijdrage hebben geleverd aan de Belgische filmindustrie. Later zal de prijs evolueren tot de Joseph Plateau Honorary Award, een lifetime achievement award voor iemand uit de internationale filmwereld. In 1992 besluiten Jacques Dubrulle en zijn team om de benaming 'Filmgebeuren' in te ruilen voor 'Filmfestival'. Het Internationaal Filmfestival van Vlaanderen-Gent krijgt in de jaren '90 zelfs verscheidene filmtitels in Europese of wereldpremière en ontvangt grote namen als Willem Dafoe, Samuel Fuller, Terry Gilliam, Anthony Perkins, Charlotte Rampling, Paul Schrader, Frederick Wiseman, Patricia Arquette, Kenneth Branagh, Mel Brooks, Crispin Glover, Paul Cox, Atom Egoyan etc.

### 1993-1999
In maart 1993 roept de Vlaamse regering het Internationaal Filmfestival van Vlaanderen-Gent uit tot Cultureel Ambassadeur van Vlaanderen. De financiële steun van de Vlaamse regering mondt uit in een geldprijs voor de winnaar van de internationale competitie. Vijf jaar later wordt het festival benoemd tot Stadsambassadeur van Gent. het Gentse filmfestival groeit uit tot het grootste filmgebeuren in België en komt internationaal meer en meer in de belangstelling. Beroemde buitenlandse gasten vinden hun weg naar de Arteveldestad. Robert Altman, Elmer Bernstein, Terence Davies, Arthur Penn, James Earl Jones, Guy Pearce, Karl Malden, Danny Glover, Michael Haneke, Irvin Kershner en nog vele anderen geven Gent een bezoekje in deze jaren. Ook de focus op filmmuziek blijft zich verder doorzetten. Zo doet een nieuw onderdeel van het muzikale luik van het programma zijn intrede: in 1993 organiseert het festival voor het eerst een symposium rond filmmuziek. Ondanks dat filmmuziek niet meteen de spotlights steelt in de media is het voor het Internationaal Filmfestival van Vlaanderen-Gent een belangrijke stap om een pilootfunctie te verwerven. Het festival zet zo in op het steunen van jonge componisten en het bewaken van de conservatie en evolutie van filmmuziek. De peetvader van de Belgische filmmuziek, Frédéric Devreese, dirigeert tijdens dezelfde editie een dubbelconcert in de toen pas heropende Vlaamse Opera Gent. Filmmuziek is nu stevig verankerd in het DNA van het festival.

### 2000-2007
Het Internationaal Filmfestival Vlaanderen-Gent begroet het nieuwe millennium met een grotere belangstelling in het genre van de kortfilm. In 2000 geniet het publiek van de eerste Europese kortfilmcompetitie. Later, in 2019, zou het festival de competitie openen voor kortfilms van over de hele wereld, waardoor kortfilms de volwaardige aandacht krijgen die ze verdienen.
Het Filmfestival van Gent was het eerste in de wereld om het belang van filmmuziek te onderstrepen. Het organiseerde over de jaren heen klassieke concerten, stille filmprojecties met live muziek, seminaries rond filmmuziek en ontving belangrijke componisten. Die pioniersrol blijft het festival opnemen in de jaren 2000. De wereldberoemde filmcomponist Hans Zimmer wordt in 2000 overtuigd om naar Gent af te zakken voor zijn allereerste live performance van zijn filmscores in het bijzijn van Morgan Freeman en Lisa Gerrard. De roep om alle contacten tussen componisten, musici en agenten die elk jaar het festival bijwonen in een vaste structuur te gieten, wordt alsmaar groter. Daarom houdt het festival (onder aanvoering van Jacques Dubrulle, muziekprojecten-coördinator Marian Ponnet en Brussels Philharmonic-dirigent Dirk Brossé) de World Soundtrack Academy in 2001 boven de doopvont. In de editie van 2001 reikt de WSA de eerste World Soundtrack Awards uit. Niemand minder dan de legendarische John Williams krijgt de eerste Film Composer of the Year Award. Het doel van de WSA is en blijft om een internationale community te vormen voor filmcomponisten en professionals die de kunst van filmmuziek promoot aan de hand van een resem activiteiten, zoals dus de jaarlijkse uitreiking van de World Soundtrack Awards. In 2002 beslist de WSA om elk jaar een compositiewedstrijd te organiseren voor jonge talenten. De deelnemers schrijven een nieuwe score bij een bestaand film- of tv-fragment.
Ook in de jaren 2000 waren er heel wat prominente gasten aanwezig op het filmfestival, onder wie Jean Reno, Juliette Binoche, Jeanne Moreau, Blair Underwood, Maurice Jarre, Paul Verhoeven, Darren Aronofsky, Tom Tykwer en Kathleen Turner.

### 2007-2012
In september 2007 plaatst het gewaardeerde Amerikaanse filmblad Variety het Filmfestival van Gent bij de vijftig niet te missen festivals in de wereld. Variety maakt zijn keuze uit meer dan duizend filmfestivals en selecteert Gent omwille van zijn unieke focus op filmmuziek. Bovendien blijkt het festival de enige te zijn uit de Benelux die op de lijst prijkt. De vermelding toont aan dat het Filmfestival van Gent op de internationale kaart staat. Een jaar later komen ook lovende woorden van de prestigieuze Amerikaanse krant The Wall Street Journal. Volgens de krant behoort het Gentse filmfestival tot de top vijf onder de Europese filmfestivals met een eigen karakter. Het filmfestival wordt onder meer ook geprezen voor het programmeren van films van wereldklasse, betaalbare ticketprijzen en de mogelijkheid om wereldvermaarde sterren te ontmoeten. The Wall Street Journal benadrukt het feit dat de groten uit de filmmuziekwereld (zoals Elmer Bernstein, Ennio Morricone, Howard Shore, Hans Zimmer en Gabriel Yared) stuk voor stuk hun werk kwamen uitvoeren tijdens het festival. Er is ten slotte lof voor het jonge publiek dat het festival mee kleurt.
In deze periode komt er ook meer en meer aandacht voor onderbelichte thema’s en publieken in de filmindustrie. Er wordt specifiek ingezet op het programmeren van LGBTQ-films en filmvertoningen voor blinden en slechtzienden. Professionals worden ook meer betrokken door de organisatie van ‘De Dag van het Filmberoep’ en een fysiek Press & Industry Office. Filmschoolstudenten kunnen ondertussen een accreditatie bekomen voor het festival, met als doel de vorming van een nieuwe generatie filmmakers te stimuleren.
Vanaf 2010 is er iedere editie een gecureerde expo rond een icoon uit de filmgeschiedenis. De eerste tentoonstelling is gewijd aan de Franse cineast Jacques ‘Monsieur Hulot’ Tati. Voormalig filmjournalist Patrick Duynslaegher wordt het jaar daarna artistiek directeur van het festival. In zijn eerste editie staat Scandinavië in de schijnwerpers en is de legendarische Ingmar Bergman het onderwerp van een retrospectieve en van de jaarlijkse tentoonstelling.
Heel wat bekend filmtalent passeert de revue van 2007 tot en met 2012: Clint Mansell, Woody Harrelson, Richard Jenkins, Andy Garcia, Kevin Costner, Shigeru Umebayashi, László Nemes, Tim Robbins, Paul Greengrass, Jim Sheridan, François Ozon, Norman Jewison, Seth Rogen, Isabelle Huppert, Ezra Miller, Emmannuelle Riva, Paola & Vittori Taviani, Jean-Pierre & Luc Dardenne etc.

### 2013-2019
In 2013 vindt de veertigste editie van het filmfestival plaats. En dat gaat gepaard met enkele veranderingen. Zo verlaat bezieler Jacques Dubrulle de organisatie en wordt de macht binnen het bestuur herverdeeld. Het festival ondergaat een heuse transformatie en viert zijn feestjaar met een nieuwe naam: Film Fest Gent. De allereerste editie onder de nieuwe naam focust op American Independent Cinema. Tijdens het festival ontvangt Dubrulle de Joseph Plateau Honorary Award voor zijn jarenlange engagement in de organisatie van Film Fest Gent. Vanaf deze periode steunt de organisatie van Film Fest Gent elke editie een goed doel, met als doel geld in te zamelen en films te brengen naar een publiek dat zich een filmbezoek niet altijd kan veroorloven.
Het jaar nadien staat Franse cinema centraal. Catherine Deneuve (in Belle de jour) prijkt op de officiële festivalposter. Ook viert het festival het honderdjarige bestaan van Chaplins iconische personage van de zwerver met vertoningen van The Circus (in Kuipke Gent met live muziek) en The Gold Rush (in de Gentse Stadshal). Erik Van Looys fel gehypete film Loft opent het festival en wordt later een van de grootste Belgische films aller tijden (in eigen land). De jaarlijkse expo staat volledig in het teken van het oeuvre van de Italiaanse filmmaker Federico Fellini. Om de tentoonstelling extra kracht bij te zetten is er een concert met filmmuziek van Nino Rota voor de films van Fellini.
In de daaropvolgende jaren staan Britse, ‘Nordic’, Italiaanse, Hongaarse en Spaanse cinema centraal. In 2016 is er onder meer ook een spotlight op Japan en ontvangt Film Fest Gent componist Ryuichi Sakamoto op het World Soundtrack Awards Gala waar hij de Lifetime Achievement Award in ontvangst neemt. De editie van 2017 promoot zichzelf met Claudia Cardinale op het campagnebeeld, gezien Italië het land in focus is. Het muzikale luik vestigt de aandacht op de honderdste verjaardag van jazz met een Symphonic Jazz Concert en de lauwering van trompettist en jazzmuzikant Terence Blanchard op de WSA. Tijdens Film Fest Gent 2018 met een Hongaarse focus is er een retrospectieve met de films van Miklós Jancsó. Die editie gaat van start met de première van Girl, een van de meest gelauwerde Belgische films met onder meer een Caméra d’Or voor regisseur Lukas Dhont op het filmfestival van Cannes. Muzikaal zijn er enkele primeurs te beleven. Kunstencentrum Vooruit en Film Fest Gent brengen een unieke cross-over tussen film en muziek onder de noemer ‘Videodroom’, sindsdien een jaarlijks terugkerend onderdeel van het festival. Eregast op de WSA is Carter Burwell, vooral bekend door zijn samenwerkingen met de gebroeders Coen. Hij ziet voor de allereerste keer zijn muziek live uitgevoerd.
Voor de daaropvolgende editie in 2019 volgt Wim De Witte, al jaren actief bij het festival, Patrick Duynslaegher op als artistiek directeur.  Het filmprogramma bevat een focus op Spanje met een reeks hedendaagse Spaanse films en een retrospectieve van taboedoorbrekende Spaanse cineasten als Luis Buñuel, Agustí Villaronga, Victor Erice, Alejandro Amenábar en Pedro Almodóvar. Film Fest Gent zet dat jaar in op een heropwaardering van het kortfilmgenre. De internationale kortfilmcompetitie ontvangt voor het eerst kortfilms van over de hele wereld en heeft een prominentere plaats in het festivalprogramma. Daarnaast is de Belgische studentenkortfilmcompetitie al jaren een vaste waarde. Op het World Soundtrack Awards Gala mag Marco Beltrami zich eregast noemen. Op het gala eren Film Fest Gent en de World Soundtrack Academy de befaamde Belgische filmmuziekcomponist Frédéric Devreese met een live uitvoering van zijn muziek voor films als Un soir, un train en Benvenuta.
In de periode 2013-2019 vinden onder andere de volgende gasten hun weg naar Film Fest Gent: Joseph Gordon-Levitt, Bret Easton Ellis, Sergei Loznitsa, Yorgos Lanthimos, Colin Farrell, Sir Alan Parker, Michael Nyman, Craig Armstrong, Alan Silvestri, Ryuichi Sakamoto, Kôji Fukada, Terence Davies, Tran Anh Hung, Ken Loach, Olivier Assayas, Derek Cianfrance, Asghar Farhadi, Isabelle Huppert, Leila Hatami, Geraldine Chaplin, Rian Johnson, Thomas Vinterberg, John C. Reilly, Jacques Audiard, Terence Blanchard en Jayro Bustamante.

### 2020
In coronajaar 2020 moet Film Fest Gent noodgedwongen een meer sobere editie organiseren. Het Film Fest Gent-team kiest voor een hybride festival met zowel fysieke vertoningen als vertoningen op een VOD-platform. Zo kan het festival de belangrijke rol die het speelt - voor makers en de hele sector - overeind houden en filmcultuur in de kijker zetten. Toch kan het festival opnieuw een bomvol en intrigerend programma voorschotelen met een focus op Duitse cinema, een competitie op het scherpst van de snee en een gloednieuwe sectie getiteld Official Selection: Masters & New Voices. De retrospectieve is gewijd aan de Neue Deutsche Welle, met films van o.a. Fassbinder, Herzog, Wenders, Margarethe von Trotta en Helma Sanders-Brahms. De belangrijkste internationale gasten zijn acteur-regisseur Viggo Mortensen, die zijn regiedebuut Falling in Gent voorstelt en tegelijkertijd de Joseph Plateau Honorary Award in ontvangst neemt, de auteurscineast Pedro Costa en de Franse actrice-regisseur Maïwenn.
Het festival is tijdens deze editie solidair met collega’s, die door de gezondheidscrisis hun festivals moesten annuleren, met de filmmakers en de bioscopen. In de zalen, op de rode loper en in alle coulissen draagt iedereen een mondmasker. De organisatie neemt geen enkel risico en wordt beloond voor zijn huzarenwerkje met veel belangstelling en complimenten van de overheid.
2020 betekent ook de twintigste verjaardag van de wereldvermaarde filmmuziekprijzen, de World Soundtrack Awards. Door de COVID-19-crisis is het evenement getransformeerd tot een online jubileumeditie, over de hele wereld te volgen via een livestream. Tijdens het online muziekfeest brengt Gabriel Yared live zijn composities en zien duizenden mensen reacties van muzikale branies als Alexandre Desplat, Hildur Guðnadóttir en Nicholas Britell. Voor de gelegenheid wijdt het gerenommeerde vakblad Screen een uniek supplement aan over de World Soundtrack Awards, dat de rijke geschiedenis en eregasten Alexandre Desplat, Gabriel Yared en Michael Abels belicht.

### 2021
De 48ste editie van Film Fest Gent werpt een blik op de Griekse cinema, die sinds de "Greek Weird Wave" op internationaal vlak helemaal herleeft. Terugblikken naar het verleden gebeurt via de 'Classics', die volledig in het teken staan van Theo Angelopoulos. Openen doet het festival met het Belgische La Civil van Teodora Ana Mihai. Het slotakkoord is dan weer Wes Andersons The French Dispatch.
Als thema zet het festival positieve agressie op de voorgrond via de programmatag 'Why We Fight', gekoppeld aan een oproep tot steun aan vzw Touché. De kracht van cinema blijkt ook uit het overweldigend emotionele Vortex van Gaspar Noé, de winnaar van de Grand Prix voor Beste Film. Film Fest Gent zet ook twee regisseurs in de bloemetjes met een Joseph Plateau Honorary Award: Andrea Arnold en Harry Kümel. Opvallende gasten op FFG2021 zijn o.a. Pablo Larraín, Leos Carax, Ari Folman, Miguel Gomes, Radu Jude en Avi Mograbi. 
De World Soundtrack Awards verwelkomen Max Richter als eregast. Nainita Desai wint de prijs voor Discovery of the Year. De Griekse componist Eleni Karaindrou ontvangt de Lifetime Achievement Award. De hoofdprijs op de WSA (Film Composer of the Year) gaat naar Daniel Pemberton.

### 2022
Het 49ste Film Fest Gent heeft een uitdagend programma van films uit de vier windrichtingen.  'Veerkracht' vormt een van de thema's van het festival, gekoppeld aan een solidariteitsactie voor het OverKop-huis in Gent. Wegens de enorme populariteit en kwaliteit ervan werpt deze editie een blik op de Zuid-Koreaanse cinema, met een aparte sectie in het filmprogramma, een retrospectieve en een filmmuziekconcert. Het Franse rechtbankdrama Saint Omer van Alice Diop wint de Grand Prix voor Beste Film. Heel wat aandacht is weggelegd voor de openingsfilm Close van Lukas Dhont, in een jaar waarin de Belgische cinema internationaal weet te scoren. Slotfilm is het op waargebeurde feiten gebaseerde onderzoeksdrama She Said van Maria Schrader. Opnieuw is er een groot aantal (inter)nationale filmmakers afgezakt naar Gent. Onder hen: Céline Sciamma. Zij gaat in gesprek met Lukas Dhont na een vertoning van haar film Petite Maman. Waarvoor ze de Joseph Honorary Award in ontvangst mag nemen. De Belgische animatiepionier Raouls Servais mag dezelfde prijs naar huis nemen, na het presenteren van zijn nieuwe film Der lange Kerl.
De 22ste editie van de World Soundtrack Awards verwelkomt de Amerikaanse filmcomponist en jazzartiest Mark Isham als eregast. De Lifetime Achievement Award is weggelegd voor de Franse componist Bruno Coulais. Eiko Ishibashi ontvangt bovendien de Discovery of the Year Award.

### 2023
In 2023 viert Film Fest Gent zijn 50ste verjaardagseditie met een nieuwe huisstijl. Geïnspireerd door de draaiende beweging van een filmspoel, straalt het nieuwe logo dynamiek uit. De levendige kleuren en beweging weerspiegelen de diversiteit van het festivalprogramma. 
Daarbovenop stampt FFG een uniek project uit de grond: 2x25, waarbij 25 filmmakers een kortfilm maken geïnspireerd door muziek van 25 componisten. Voor het eerst sinds lang heeft het festival geen landenfocus meer. Daartegenover staat een nog grotere en meer uitdagende officiële selectie. Voor het derde jaar op rij opent FFG met een film van eigen bodem: Holly, de vijfde langspeler van Fien Troch. Animelegende Hayao Miyazaki tekent voor de slotfilm The Boy and the Heron.
Los delincuentes van regisseur Rodrigo Moreno wint de Grand Prix voor Beste Film. Een Joseph Plateau Honorary Award wordt postuum uitgereikt aan regisseur Terence Davies. Voor deze jubileumeditie komen verleden en heden samen dankzij Classics-curator Patrick Duynslaegher. Hij duikt in het archief van Film Fest Gent en destilleert daaruit een programma van films en filmmakers die in de festivalgeschiedenis een markante bijdrage hebben geleverd. Ondanks de concurrentie van het stevige programma avant-premières, weten klassiekers als The Cook, The Thief, His Wife and Her Lover (Peter Greenaway), Novecento (Roberto Bertolucci) en A Brighter Summer Day (Edward Yang) volle zalen te lokken. 
Nog in 2023 startte Film Fest Gent met het online archief van de programmatie van de voorbije 50 jaar. Hiervoor wordt gebruikgemaakt van de originele festivalgidsen en worden ook per festivaleditie de hoogtepunten geschetst op de website. 
Tijdens de jaarwerking zet Film Fest Gent in op verdieping bij de On Tour-films door de ‘Wide Angle’, een dossier rond de film met teksten, podcasts en video-essays.

## Prijzen
Jaarlijks worden er tal van prijzen uitgereikt op Film Fest Gent. Een internationale jury reikt twee hoofdprijzen uit: de Grand Prix voor Beste Film en de Georges Delerue Award voor Beste Soundtrack/Sound Design. De internationale kortfilmjury bekroont de Best International Short en de Best Belgian Student Short. De Explore Award wordt uitgereikt door een jongerenjury aan een film in het Explore Zone-parcours. Jaarlijks geeft de organisatie van Film Fest Gent een Joseph Plateau Honorary Award aan iemand die een grote impact heeft gehad op de zevende kunst. Het publiek in Gent heeft ook een stem en beslist wie er de North Sea Port Publieksprijs mee naar huis neemt. Na een preselectie door tv-zender Canvas kiest het publiek ook wie er aan de haal gaat met de Canvas Publieksprijs. Er is ook een publieksprijs weggelegd voor de kortfilm die het Gentse publiek het meest kan bekoren. Naast alle filmprijzen zijn er uiteraard de World Soundtrack Awards, de belangrijkste filmmuziekprijzen.

### Grand Prix voor Beste Film
De Grand Prix wordt uitgereikt door de internationale jury en is goed voor een distributiepremie van € 20.000 en een mediacampagne ter waarde van € 27.500.
| Jaar | Winnaar                                                 | Regisseur                   | Land                                      | Jury |
| ---- | ------------------------------------------------------- | --------------------------- | ----------------------------------------- | --- |
| 1985 | Stop Making Sense                                       | Jonathan Demme              | Verenigde Staten                          | André Delvaux, Michael White, Simon Heyworth, Alain Pierre, Loek Dikker                                                                  |
| 1986 | My First Wife                                           | Paul Cox                    | Australië                                 | Raoul Servais, Marc Didden, David Mansfield, Gerrard Verhage, Jurre Haanstra                                                             |
| 1987 | Un Zoo la nuit                                          | Jean-Claude Lauzon          | Canada                                    | Saul Chaplin, Samuel Fuller, Michael Kidd, Rolan Sergienko, Patrick Conrad                                                               |
| 1988 | Is-slottet (The Ice Palace)                             | Per Blom                    | Noorwegen                                 | Julius Epstein, Henri Colpi, Benoît Lamy, Trevor Jones, Jacques Poitrenaud                                                               |
| 1989 | Black Rain                                              | Shōhei Imamura              | Japan                                     | Mary Jane Walsh, Peer Raben, Stanley Myers, Erik van Zuylen, Pierre Drouot                                                               |
| 1990 | Freeze Die Come to Life                                 | Vitali Kanevsky             | Sovjet-Unie                               | Fons Rademakers, Mike Figgis, Gilles Durieux, Jerry Leiber, Mike Stoller, Michel Khleifi                                                 |
| 1991 | Europa                                                  | Lars von Trier              | Denemarken / Zweden                       | Thérèse Liotard, Richard Griffiths, Jo Röpcke, Fred Roos, Luis Megino, Auguste Le Breton, Paul Bartel                                    |
| 1992 | A Woman's Tale                                          | Paul Cox                    | Australië                                 | Nikolaus Glowna, Mrinal Sen, Louise Marleau, Milt Felsen, Alejandro Agresti, Allan Moyle, Aleksandr Askoldov, Gérard Corbiau             |
| 1993 | Passion Fish                                            | John Sayles                 | Verenigde Staten                          | Robert Wise, Jaime Humberto Hermosillo, Willeke van Ammelrooy, Philippe Sarde, Rudolph Thome, Hugo Claus                                 |
| 1994 | La Partie d'échecs                                      | Yves Hanchar                | België / Frankrijk / Zwitserland          | Robert Ellis Miller, Jan Van Raemdonck, Karl Malden, Renée Soutendijk, David Raskin, Krzysztof Zanussi, Paul Cox                         |
| 1995 | Cyclo                                                   | Trần Anh Hùng               | Frankrijk / Vietnam                       | Elliott Gould, Leonard Rosenman, Gabrielle Claes, Derek de Lint, Yves Boisset                                                            |
| 1996 | Village of Dreams                                       | Yōichi Higashi              | Japan                                     | Howard W. Koch, Terence Davies, Norma Heyman, Frédéric Devreese, Nicola Piovani, Frans Weisz                                             |
| 1997 | The Witman Boys                                         | Janos Szasz                 | Hongarije                                 | Thom Hoffman, Giancarlo Esposito, Jean-Pierre De Decker, Gina Lollobrigida, Irvin Kershner                                               |
| 1998 | Die Siebtelbauern                                       | Stefan Ruzowitzky           | Oostenrijk                                | Syd Field, Michael Haneke, Stijn Coninx, André Forcier, Christopher Hampton, Julia Ormond, Edward Shearman, Huub Stapel, Lawrence Turman |
| 1999 | Himalaya - L'Enfance d'un Chef                          | Éric Valli                  | Frankrijk                                 | Jay L. Cooper, Robert Forster, Christopher Lee, Marion Hänsel, Danièle Heymann, Amanda Plummer, Barrington Pheloung                      |
| 2000 | Amores Perros                                           | Alejandro González Iñárritu | Mexico                                    | Mace Neufeld, Elia Cmíral, Christopher Hampton, Sally Hibbin, Bart Moeyaert, Molly Ringwald, Roland Verhavert, Henny Vrienten            |
| 2001 | Atanarjuat: The Fast Runner                             | Zacharias Kunuk             | Canada                                    | Pierre-Henri Deleau, Tom Barman, Maria Pia Fusco, Marie Laforêt, Barrington Pheloung, Dirk Roofthooft, Moufida Tlatli                    |
| 2002 | Mies Vailla Menneisyyttä                                | Aki Kaurismäki              | Finland                                   | Gerard Mortier, Jocelyn Cammack, Eduardo Antin, Arthur Hamilton, Chris Lomme, Jeff Rona, Adriaan van Dis                                 |
| 2003 | In America                                              | Jim Sheridan                | Ierland                                   | Jeanne Moreau, Ahmed Imamović, Gaston Kaboré, Daan Stuyven, Stephen Warbeck                                                              |
| 2004 | Dare Mo Shiranai (Nobody Knows)                         | Hirokazu Kore-Eda           | Japan                                     | Maurice Jarre, Stefan Arsenijević, Shekhar Kapur, John Matshikiza, Colm Meaney, Alain Platel, David Arnold                               |
| 2005 | The Three Burials of Melquiades Estrada                 | Tommy Lee Jones             | Verenigde Staten / Frankrijk              | Brenda Blethyn, Lissy Bellaiche, José Luis Castiñeira De Dios, Dominique Deruddere, Arthur Lappin, Carine Tardieu                        |
| 2006 | Ten Canoes                                              | Rolf de Heer                | Australië                                 | Michel Ciment, Jan Harlan, Jan Leyers, Cyril Morin, Miguel Pereira, Ken Wardrop                                                          |
| 2007 | Die Fälscher                                            | Stefan Ruzowitzky           | Oostenrijk / Duitsland                    | Kathleen Turner, Alex Heffes, Bálint Kenyeres, Maria Köpf, Adam Nordén                                                                   |
| 2008 | Pazar: Bir Ticaret Masalı (The Market: A Tale of Trade) | Ben Hopkins                 | Turkije / Duitsland                       | Vibeke Windeløv, Andreas Dresen, Simon Ellis, Corky Hale, Philippe Rombi, Arne Sierens                                                   |
| 2009 | Eyes Wide Open                                          | Haim Tabakman               | Israël                                    | Wang Quan'an, László Nemes, Filip Peeters, Niki Reiser                                                                                   |
| 2010 | Die Fremde                                              | Feo Aladag                  | Duitsland                                 | Wolfgang Kohlhaase, Goran Paskaljević, Jan Verheyen, Jean-Paul Wall, Els Dottermans, Ágnes Kocsis                                        |
| 2011 | Elena                                                   | Andrej Zvjagintsev          | Rusland                                   | Jessica Woodworth, Nathan Larson, Marion Döring, Eran Riklis, Erik Poppe                                                                 |
| 2012 | Tabu                                                    | Miguel Gomes                | Portugal                                  | Joan Dupont, Bavo Defurne, Bavo Dhooge, Xiaolu Guo, Abel Korzeniowski                                                                    |
| 2013 | The Selfish Giant                                       | Clio Barnard                | Verenigd Koninkrijk                       | István Szabó, Fien Troch, John Parish, Gustavo Santaolalla, Denis Dercourt                                                               |
| 2014 | Gente de bien                                           | Franco Lolli                | Colombia / Frankrijk                      | Bret Easton Ellis, Héloïse Godet, Patrice Toye, Dana Linssen, Sergei Loznitsa                                                            |
| 2015 | Ixcanul                                                 | Jayro Bustamante            | Guatemala / Frankrijk                     | Alan Parker, Marjane Satrapi, Caroline Strubbe, Franco Lolli, Boyd van Hoeij                                                             |
| 2016 | A Quiet Passion                                         | Terence Davies              | Verenigd Koninkrijk / België              | Jeremy Thomas, Jonathan Coe, Lina El Arabi, India Hair, Trần Anh Hùng, Maaike Neuville                                                   |
| 2017 | Zagros                                                  | Sahim Omar Kalifa           | België                                    | Aurelio Grimaldi, Greta Scacchi, Eytan Fox, Juliane Lorenz, Arnaud Valois, Gust Van den Berghe                                           |
| 2018 | Zimna wojna (Cold War)                                  | Pawel Pawlikowski           | Polen                                     | Michaël Borremans, Soulwax, Hope Dickson Leach, Mireille Perrier, Alexandre O. Philippe, João Pedro Rodrigues, Nele Wohlatz              |
| 2019 | Öndög                                                   | Quan'an Wang                | Mongolië / China                          | Joachim Lafosse, Radu Jude, Midge Costin, Guy Lodge, Fiorella Moretti, Dora Bouchoucha                                                   |
| 2020 | Petite fille                                            | Sébastien Lifshitz          | Frankrijk                                 | Fabrice Du Welz, Benh Zeitlin, Damien Manivel, Natali Broods, Dascha Dauenhauer                                                          |
| 2021 | Vortex                                                  | Gaspar Noé                  | Frankrijk / België                        | Doreen Boonekamp, Hlynur Pálmason, Florencia Di Concilio, Lucas Belvaux                                                                  |
| 2022 | Saint Omer                                              | Alice Diop                  | Frankrijk                                 | Clio Barnard, Welket Bungué, Daniel Hart, Alexandre Koberidze, Nathalie_Álvarez_Mesén, Nico Leunen                                       |
| 2023 | Los delincuentes                                        | Rodrigo Moreno              | Argentinië / Chili / Brazilië / Luxemburg | Sébastien Lifshitz, Lukas Dhont, Anne Dorval, Jessica Kiang, Jacqueline Lentzou, Juanita Onzaga, Colin Stetson                           |
| 2024 | Super Happy Forever                                     | Kohei Igarashi              | Japan / Frankrijk                         | Robbie Ryan, Bas Devos, Huang Lu, Maria Kavtaradze, Valentina Maurel, Rodrigo Moreno                                                     |

### Georges Delerue Award voor Beste Soundtrack / Sound Design
De Georges Delerue Award bekroont de film met de beste soundtrack of het beste sound design. Deze prijs wordt uitgereikt door de internationale jury aan een film uit de internationale competitie. Aan de prijs hangt een distributiepremie van € 10.000 vast en een mediacampagne ter waarde van € 12.000.
| Jaar | Winnaar                                                               | Regisseur                         | Land |
| ---- | --------------------------------------------------------------------- | --------------------------------- | --- |
| 1985 | Détective (Jean-Luc Godard)                                           | Jean-Luc Godard                   | Frankrijk |
| 1986 | Crossroads (Ry Cooder)                                                | Walter Hill                       | Verenigde Staten |
| 1987 | La vie est belle (Papa Wemba, Klody, Zäiko Langa Langa, Tshala Muana) | Mwezé Ngangura, Benoît Lamy       | Zaïre / België / Frankrijk                                                                                                 |
| 1988 | Sur (Astor Piazzolla)                                                 | Fernando E. Solanas               | Argentinië / Frankrijk |
| 1989 | Black Rain (Toru Takemitsu)                                           | Shohei Imamura                    | Japan |
| 1990 | The Krays (Michael Kamen)                                             | Peter Medak                       | Verenigd Koninkrijk |
| 1991 | Cheb (Rachid Bouchareb)                                               | Rachid Bouchareb                  | Algerije / Frankrijk |
| 1992 | Bob Roberts (David Robbins)                                           | Tim Robbins                       | Verenigde Staten / Verenigd Koninkrijk                                                                                     |
| 1993 | The Puppetmaster (Hou Hsiao-hsien)                                    | Hou Hsiao-Hsien                   | Taiwan |
| 1994 | La partie d'échecs (Frédéric Devreese)                                | Yves Hanchar                      | België / Frankrijk / Zwitserland                                                                                           |
| 1995 | Cyclo (Tôn-Thất Tiết)                                                 | Trần Anh Hùng                     | Frankrijk / Vietnam |
| 1996 | Microcosmos (Bruno Coulais)                                           | Claude Nuridsany / Marie Pérennou | Frankrijk / Zwitserland / Italië                                                                                           |
| 1997 | Cavafy (Vangelis)                                                     | Yannis Smaragdis                  | Griekenland |
| 1998 | Claire Dolan (Simon Fisher Turner)                                    | Lodge Kerrigan                    | Verenigde Staten / Frankrijk                                                                                               |
| 1999 | Ratchatcher (Rachel Portman)                                          | Lynne Ramsay                      | Verenigd Koninkrijk / Frankrijk                                                                                            |
| 2000 | Crouching Tiger, Hidden Dragon (Tan Dun)                              | Ang Lee                           | Taiwan / Hongkong / Verenigde Staten / China                                                                               |
| 2001 | Landscape (Vladimír Godár)                                            | Martin Šulík                      | Slowakije / Tsjechië / Italië                                                                                              |
| 2002 | Spider (Howard Shore)                                                 | David Cronenberg                  | Canada / Verenigd Koninkrijk / Frankrijk                                                                                   |
| 2003 | Pornografia (Zygmunt Konieczny)                                       | Jan Jakub Kolski                  | Polen / Frankrijk |
| 2004 | Machuca (Miguel Miranda & José Miguel Tobar)                          | Andrés Wood                       | Chili / Spanje / Verenigd Koninkrijk / Frankrijk                                                                           |
| 2005 | Proof (Stephen Warbeck)                                               | John Madden                       | Verenigde Staten |
| 2006 | Transylvania (Tony Gatlif)                                            | Tony Gatlif                       | Frankrijk |
| 2007 | You, the Living (Benny Andersson)                                     | Roy Andersson                     | Zweden / Duitsland / Frankrijk / Denemarken / Noorwegen / Japan                                                            |
| 2008 | Two-Legged Horse (Tolib Shakhidi)                                     | Samira Makhmalbaf                 | Iran / Frankrijk |
| 2009 | Une solution rationnelle (Nathan Larson)                              | Jörgen Bergmark                   | Zweden / Finland / Duitsland / Italië                                                                                      |
| 2010 | The Housemaid (Hong-jip Kim)                                          | Im Sang-soo                       | Zuid-Korea |
| 2011 | The Invader (Evgueni & Sacha Galperine)                               | Nicolas Provost                   | België |
| 2012 | Après mai (Olivier Assayas)                                           | Olivier Assayas                   | Frankrijk |
| 2013 | A Touch of Sin (Lim Giong)                                            | Jia Zhangke                       | China / Frankrijk / Japan                                                                                                  |
| 2014 | Violet (Boris Debackere)                                              | Bas Devos                         | België / Nederland |
| 2015 | The Lobster (Johnnie Burn en Yorgos Lanthimos)                        | Yorgos Lanthimos                  | Ierland / Verenigd Koninkrijk / Griekenland / Frankrijk / Nederland / Verenigde Staten                                     |
| 2016 | Home (Johnny Jewel)                                                   | Fien Troch                        | België |
| 2017 | A Ciambra (Dan Romer)                                                 | Jonas Carpignano                  | Italië / Brazilië / Duitsland / Frankrijk / Zweden / Verenigde Staten                                                      |
| 2018 | High Life (Stuart A. Staples)                                         | Claire Denis                      | Frankrijk / Verenigd Koninkrijk / Duitsland / Polen / Verenigde Staten                                                     |
| 2019 | Monos (Mica Levi en Lena Esquenazi)                                   | Alejandro Landes                  | Colombia / Argentinië / Nederland / Duitsland / Zweden / Uruguay / Verenigde Staten / Zwitserland / Denemarken / Frankrijk |
| 2020 | Servants (Ivan Ostrochovský)                                          | Ivan Ostrochovský                 | Slowakije / Roemenië / Tsjechië / Ierland                                                                                  |
| 2021 | Clara Sola (Ruben De Gheselle)                                        | Nathalie Álvarez Mesén            | Costa Rica / België / Duitsland / Zweden                                                                                   |
| 2022 | Drii Winter (Tobias Koch & Jannik Giger)                              | Michael Koch                      | Duitsland / Zwitserland |
| 2023 | Poor Things (Jerskin Fendrix)                                         | Giorgos Lanthimos                 | Ierland / Verenigd Koninkrijk / Verenigde Staten                                                                           |
| 2024 | Grand Tour (Miguel Gomes)                                             | Miguel Gomes                      | Portugal / Italië / Frankrijk                                                                                              |

### Joseph Plateau Honorary Award
Deze prijs is voor festivalgasten die een speciale bijdrage leverden aan de kunst van het filmmaken. 